# NGC 1389
NGC 1389 (również PGC 13360) – galaktyka soczewkowata (E/SB0), znajdująca się w gwiazdozbiorze Erydanu. Została odkryta 19 stycznia 1865 roku przez Johanna Schmidta. Galaktyka ta należy do gromady w Piecu.